# Hiramandalam
Hiramandalam es una ciudad censal situada en el distrito de Srikakulam en el estado de Andhra Pradesh (India). Su población es de 6603 habitantes (2011). Se encuentra a 145 km de Visakhapatnam y a 47 km de Srikakulam. 

## Demografía
Según el censo de 2011 la población de Hiramandalam era de 6603 habitantes, de los cuales 3305 eran hombres y 3298 eran mujeres. Hiramandalam tiene una tasa media de alfabetización del 71,29%, superior a la media estatal del 67,02%: la alfabetización masculina es del 81,30%, y la alfabetización femenina del 61,37%.